# Florence Cardell-Oliver
Pour les articles homonymes, voir Oliver.
Florence Cardell-Oliver, née le 11 mai 1876 à Stawell (Australie) et morte le 12 janvier 1965 à Subiaco (en) (Australie), est une femme politique australienne.
Elle est la femme parlementaire à avoir siégé le plus longtemps à l'Assemblée législative d'Australie-Occidentale, entre 1936 et 1956, jusqu'à ce que son record soit battu en 2011 par Liz Constable (en). En 1949, elle devient la première femme membre d'un gouvernement d'un État de l'Australie, en Australie-Occidentale.

## Biographie

### Origines et famille
Fille de Johnston Wilson et Annie Thompson, elle se marie avec David Sykes Boydan. Le couple se rend en Angleterre, où David Boydan meurt en 1902. Plus tard, elle se remarie avec Arthur Cardell-Oliver ; ils ont deux fils. La famille émigre en Australie-Occidentale, où Arthur Cardell-Oliver s'inscrit comme médecin en 1912. Pendant la Première Guerre mondiale, Florence Cardell-Oliver prend la parole lors de réunions de recrutement pour les forces armées. Son mari, capitaine honoraire de la réserve du corps médical de l'armée, rejoint la force impériale australienne et sert en Angleterre avant de demander la résiliation de sa nomination. Il crée ensuite un cabinet médical au sud de Melbourne ; il prend sa retraite en 1924 en raison de problèmes de santé. La famille se rend en Angleterre, où il meurt en 1929. Florence Cardell-Oliver est enterrée aux côtés d'Arthur dans le cimetière de St Columb Minor (en).

### Carrière militante et politique
Florence Cardell-Oliver a milité dans des organisations de femmes conservatrices.
En 1929, après la mort de son mari, elle déménage en Australie-Occidentale, où elle devient vice-présidente de l'antenne locale du Parti nationaliste. En 1934, elle se présente sans succès contre John Curtin dans la circonscription de Fremantle, briguant un siège à la Chambre des représentants australienne. Cette même année, elle publie un livre, Empire Unity or Red Asiatic Domination ?, qui propose des mesures économiques qui, selon elle, mettront fin au communisme.
En 1935, à l'invitation du président turc Mustafa Kemal Atatürk, elle se rend à Istanbul, au congrès de l'Alliance internationale pour le suffrage des femmes, représentant la Fédération australienne des femmes électrices.
En 1936, elle est élue pour le Parti nationaliste dans la circonscription de Subiaco (en) à l'Assemblée législative d'Australie-Occidentale. En 1938, elle devient membre du Comité spécial sur le système éducatif. En 1939, elle organise une campagne contre les cliniques gratuites de contrôle des naissances. Le 3 septembre 1941, elle s'oppose à son propre parti, en vain, pour l'abolition de la peine de mort. En 1942, elle devient la première femme de l'Assemblée législative à être suspendue de sa fonction.
En 1949, elle est la première femme australienne nommée ministre de plein exercice de l'un des États du pays. Nommée au portefeuille de la Santé dans le gouvernement d'Australie-Occidentale, elle avait auparavant, à partir de 1947, occupé à titre honoraire ceux de l'Approvisionnement et du Transport maritime. Elle reste en fonction jusqu'à la chute du gouvernement, en 1953. Influencée par son expérience avec des enfants sous-alimentés à Londres, elle parraine le Free Milk and Nutritional Council et, en tant que ministre, introduit un programme de lait gratuit pour les écoliers de son État. Elle initie des campagnes antituberculeuses avant-gardistes en légiférant pour les examens radiographiques pulmonaires obligatoires. Plus tard, elle quitte la vie politique, alors qu'elle était devenue membre du Parti libéral. Elle a également été déléguée à la Commonwealth Countries League (en), à Londres. Elle était membre du Karrakatta Club (en).

## Décoration
- Commandeur de l'ordre de l'Empire britannique (1951)[5].